# Пречистенская колокольня
Пречистенская колокольня — надвратная соборная колокольня в Астраханском кремле.

## История
В первой половине XVII века в память об изгнании в 1614 году из Астрахани Марины Мнишек и атамана Ивана Заруцкого на главной восточной проездной башне была выстроена надвратная церковь во имя Казанской иконы Божией Матери.
В 1710 году на месте этой надвратной церкви была построена, под руководством зодчего Д. М. Мякишева, первая соборная колокольня. В 1765 году её разобрали из-за ветхости.
Новая колокольня была построена в начале XIX века на средства Ивана Андреевича Варвация и стала называться Варвациевской. В конце века обнаружилось, что колокольня постепенно делает наклон к юго-востоку в сторону Московской улицы, поэтому было решено её разобрать.
В 1903 году был заложен фундамент существующей колокольни. Основные работы по ее возведению были завершены к 1909 году. 9 апреля 1910 года на колокольню был поднят последний из колоколов, а в 1912 году на ней были установлены башенные электрические часы с четырьмя стеклянными циферблатами, механизмами и плоским колоколом для боя.

## Архитектура
Грандиозная четырехъярусная колокольня, сооруженная по проекту астраханского епархиального архитектора С. И. Карягина, стилизована в духе классических и древнерусских архитектурных традиций и впечатляет своим декоративным убранством, являясь неотъемлемой частью архитектурного ансамбля астраханского кремля. Она намного выше предшествующих ей колоколен и такая тяжелая, что сразу же дала просадку грунта.